# Droits LGBT au Vietnam

Localisation du Viêt Nam.

Les personnes lesbiennes, gay, bisexuelles et transgenres (LGBT) au Viêt Nam peuvent être confrontées à des expériences que les résidents non-LGBT n'ont pas à affronter. L'homosexualité tant féminine que masculine est légale au Viêt Nam, mais les couples homosexuels n'ont pas droit à la même protection légale que les couples hétérosexuels.

## Histoire

### Depuis les années 1990
À partir de la fin des années 1990, le gouvernement a livré des déclarations négatives sur l'homosexualité, qui tendent à la considérer comme une maladie.
En 1999, Cong An Xa Hoi (« Politique sociale ») a publié un article intitulé « The Gioi Pe-De va Nhung Ket Cuc » (« Le mode de vie gay et ses conséquences ») par  Dang Hong Giang. Citant cet article, le ministre de l'Éducation a déclaré que l'homosexualité était une maladie incurable et dangereuse, et a réclamé des lois strictes contre le mariage homosexuel.
En 2002, le gouvernement a déclaré dans les médias que l'homosexualité était un « fléau social » comparable à la prostitution, au jeu d'argent et à la toxicomanie, et a promis que la législation viendra aider le gouvernement à combattre l'homosexualité et procéder à l'arrestation des couples homosexuels. Des publications telles que The Gioi Phu Nu et Tiep Thi Va Gia Dinh ont dit de l'homosexualité qu'elle était une maladie et « un comportement déviant qui est incompatible avec la bonne moralité et les coutumes sanctionnées par le temps du Viêt Nam ». Il y a cependant quelques signes montrant que des opinions plus ouvertes existent dans le pays.
L'année où le gouvernement a qualifié l'homosexualité de « fléau social », le Communist Youth Newspaper a rapporté une histoire sur l'homosexualité affirmant que « certains naissent homosexuels, tout comme certains naissent gauchers ».

## Cadre juridique
L'homosexualité n'est pas un crime, du moment qu'elle implique des relations non tarifées entre des adultes consentants et en privé. Plusieurs historiens pensent que l'homosexualité n'a jamais été mentionnée dans le code criminel de la nation.
La prostitution masculine et les relations sexuelles en public sont illégales et les établissements où les personnes surprises dans ces activités peuvent être condamnées à de longues peines de prison.
Le code criminel interdit tout ce qui peut « aller contre la morale publique ». Cette loi vague peut être invoquée pour persécuter les personnes homosexuelles ou les organisations de lutte pour leurs droits.
Les discriminations publiques et privées fondées sur l'orientation sexuelle ou l'identité de genre ne sont pas interdites.
En 2022, le ministère de la Santé vietnamien, dans un document officiel, ordonne aux médecins de ne pas considérer l'homosexualité comme une maladie à guérir et interdit de refuser des soins à un patient en raison de son orientation sexuelle. De fait, cette directive constitue une restriction légale concernant les thérapies de conversions, en interdisant aux médecins d'y prendre part dans l'exercice de leurs fonctions.

## Reconnaissance des couples de même sexe
En 1997, le Lao Dong Newspaper a annoncé que deux Vietnamiens avaient célébré une cérémonie de mariage en public. Cet exposé journalistique critique a suscité un énorme scandale dans la population et quand une cérémonie similaire a eu lieu un an plus tard entre deux femmes, la police a fait une incursion pour forcer le couple lesbien à signer une déclaration stipulant qu'elles ne vivraient jamais ensemble.
Le 29 novembre 2007, le premier mariage homosexuel étranger était célébré à Hanoï, entre un Japonais et un Irlandais. Ce mariage a suscité un grand intérêt dans la communauté gay et lesbienne du Viêt Nam.
En 2013, les autorités communistes suppriment les amendes en cas de célébration d'une union homosexuelle. Le 1er janvier 2015, la loi interdisant ces union est à son tour abolie, sans toutefois leur accorder une quelconque reconnaissance légale.

## Sida/VIH
L'épidémie de sida a poussé le gouvernement à traiter le cas des hommes ayant des rapports sexuels avec des hommes, quel que soit leur statut marital ou la manière dont ils s'identifient.
En 2006, le gouvernement a promulgué une législation pour protéger des discriminations les citoyens infectés par le VIH ou atteint par le sida, et tous les citoyens reçoivent gratuitement les soins de santé.

## Personnes transgenres
En décembre 2015, l'Assemblée nationale vietnamienne vote une réforme de l'article 37 du Code civil local, permettant aux personnes transgenres de changer leur genre sur leur état civil, mais en ne changeant pas la législation en matière d'opérations de transition, interdites aux personnes transgenres.
En 2018, le ministère de la Santé vietnamien élabore une proposition de loi ouvrant l'accès aux opérations de réattribution sexuelle aux personnes transgenres et interdisant les discriminations dans la sphère privée et dans le monde du travail à leur encontre. Cette proposition de loi devait être soumise au vote de l'Assemblée nationale entre 2019 et 2020.

## Opinion publique
En 2007, l'université de pédagogie de Hô-Chi-Minh-Ville a mené un sondage auprès de 300 élèves dans trois collèges et lycées, et a découvert que 80 % d'entre eux répondaient par « non » à la question « l'homosexualité est-elle mauvaise ? ».
D'après une étude du Pew Research Center de 2023, 65 % de la population vietnamienne serait favorable à la légalisation du mariage homosexuel.

## Dans la culture
En 2000, le roman Un monde sans femmes du journaliste Bui Anh Tam est le premier livre de fiction vietnamien à traiter longuement de personnages homosexuels. En 2007, le récit a été adapté sous forme de série télévisée.
Má Sài Gòn est un film documentaire canadien du cinéaste vietnamien Khoa Lê sur la communauté LGBT à Hô Chi Minh-Ville.

## Tableau récapitulatif
| Rapports homosexuels légaux                                                                               | (jamais interdits)      |
| Égalité de l'âge du consentement                                                                          | (jamais différent)      |
| Loi contre les discriminations à l'embauche                                                               | Non                     |
| Loi contre les discriminations pour la fourniture de biens et services                                    | Non                     |
| Loi contre les discriminations dans tous les domaines (incl. discrimination indirecte, discours de haine) | Non                     |
| Reconnaissance légale des couples de même sexe                                                            | Non                     |
| Mariage homosexuel                                                                                        | ni interdit, ni reconnu |
| Adoption conjointe pour les couples de même sexe                                                          | Non                     |
| Gays et lesbiennes autorisés à servir ouvertement dans l'Armée                                            |                         |
| Droit au changement légal de genre                                                                        | Oui                     |
| HSH autorisés au don de sang                                                                              |                         |